# Emathis
Emathis is een geslacht van spinnen uit de familie springspinnen (Salticidae).

## Soorten
De volgende soorten zijn bij het geslacht ingedeeld:
- Emathis astorgasensis Barrion & Litsinger, 1995
- Emathis coprea (Thorell, 1890)
- Emathis luteopunctata Petrunkevitch, 1930
- Emathis makilingensis Barrion & Litsinger, 1995
- Emathis minuta Petrunkevitch, 1930
- Emathis portoricensis Petrunkevitch, 1930
- Emathis sobara (Thorell, 1890)
- Emathis tetuani Petrunkevitch, 1930
- Emathis unispina Franganillo, 1930
- Emathis weyersi Simon, 1899